# برت هولمن
برت هولمن (هلندی: Brett Holman؛ زاده ۲۷ مارس ۱۹۸۴) یک بازیکن فوتبال اهل استرالیا است.